# Каливес Полигиру
Каливес Полигиру (грч. Καλύβες Πολυγύρου) је приморско насељено место у општини Полигирос у периферији Средишња Македонија, Грчка. Према попису из 2021. године било је 1.286 становника.
Каливес Полигиру је некада било колибарско насеље. На попису из 1920. године било је 365 становника.